# MVP PURE
MVP PURE는 대한민국의 리그 오브 레전드 최초의 여성 프로게임단이다.
아프리카TV lol 레이디스배틀 윈터 2013-2014, 온게임넷 lol 레이디스리그 2013-2014 2014의 여성부 대회 출전을 위하여 MVP의 감독인 임현석이 MVP PURE와 MVP Ben5 두 팀을 창단하였다.
창단 직후 2014년3월 7일에 개최된 아프리카TV lol 레이디스배틀 윈터 2013-2014 결승전에서 아마추어팀 레이디나라를 꺾고 당당히 우승을 차지했다.
일부 선수는 자매팀인 MVP Ben5선수와 함께 온게임넷 lol 레이디스리그 2013-2014에 출전했으나, 여성 페이커 데빌령이 속해있는 Grace에 패해 4강에 그쳤다.
MVP PURE는 탑에 이수민, 정글에 박건희, 미드에 고나향, 원딜에 오현아, 서폿에 이진주며, 이수민과 오현아는 이후 여성 프로게임단 IM#Athena로 활동하게 된다.

## 경기 영상
- 아프리카TV lol 레이디스배틀 윈터 2013-2014 결승전, 4강, 8강, 16강